# Ludwig Traube
Ludwig Traube (12 januari 1818, Ratibor, Silezië, nu Racibórz, Polen – 11 april 1876, Berlijn) was een Duitse arts en mede-grondlegger van de 'experimentele pathologie' in Duitsland.

## Biografie
Ludwig Traube was de zoon van een Joodse wijnhandelaar. Hij studeerde medicijnen in Breslau, Berlijn en Wenen. Naast geneeskunde was hij zeer geïnteresseerd in filosofie, in het bijzonder die van Spinoza. In 1840 verkreeg hij zijn doctoraat („Specimina nonnulla physiologica et pathologica“), met een werk over long emfyseem, waarna hij voor korte tijd verhuisde naar Wenen om zijn kennis verder te verbreden. Sinds 1841 werkte hij als assistent van een arts die zich in Berlijn bekommerde om de allerarmsten. In 1848 werd hij (onbetaald) lector aan de Charité en in 1849 de eerste burger-assistent van Johann Lukas Schönlein (1793–1865). Ludwig Traube was - als arts - betrokken bij de maartrevolutie van 1848 en heeft verscheidene gewonde vrienden en medestanders behandeld en zelfs het leven gered. In 1853 werd Traube de leidende arts van de long-afdeling van het Charité hospitaal, en later hoofd van de propedeutische kliniek. Hij was ook docent bij de militaire medische school, en hoofd-arts van de afdeling interne geneeskunde van het Joods ziekenhuis in Berlijn. Traube's Joodse afkomst was een grote handicap voor zijn carrière, maar desondanks werd hij, in 1857, adjunct professor, en in 1862 gewoon hoogleraar aan het Friedrich-Wilhelms-Instituut in Berlijn. In 1866 kreeg hij de titel “Geheimer Medizinalrath” en in 1872 werd hij benoemd als hoogleraar aan de Universiteit van Berlijn. Ludwig Traube ontwikkelde een hartkwaal, waaraan hij overleed. Hij is begraven op de Joodse begraafplaats aan de Schönhauser Allee in Berlijn.

## Verworvenheden
Ludwig Traube verwierf roem en eerbetoon voor zijn rol als grondlegger van het experimentele pathofysiologisch onderzoek in Duitsland (hij voerde al dierproeven uit in de veertiger jaren van de 19e eeuw in zijn appartement aan the Oranienburger Strasse in Berlijn). Hij verbeterde methodes zoals auscultatie en percussie (beklopping) en werkte aan de taxonomie van de medische documentatie (o.a. de introductie van het registreren van de onderlinge verhouding van temperatuur-, hartslag-, en ademhalings-frequentie in de klinische praktijk). Hij verrichtte onderzoek aan de pathofysiologie van de ademhaling en van de regulering van de lichaamstemperatuur, en voorzag digitalis-therapie van een wetenschappelijke basis. Hij demonstreerde de samenhang van hart- en nierziekten. Hij werkte samen met Rudolf Virchow (1821–1902), met wie hij veel bijdroeg aan de experimentele pathologie.

## Erkenning
In 1875 verleende de Rijksuniversiteit Leiden hem een eredoctoraat. Op het terrein van de Charité werd in 1878 een gedenkmonument voor hem geplaatst. In 1927 werd een straat in Ratibor naar Traube genoemd.

## Medische termen genoemd naar Ludwig Traube
Er zijn verscheidene medische termen naar hem genoemd, de meeste daarvan hebben te maken met aandoeningen van long, hart en bloedsomloop.